# Burger FC 02 Preußen
Burger FC 02 Preußen was een Duitse voetbalclub uit Burg, Saksen-Anhalt.

## Geschiedenis
De club werd in op 18 januari 1902 opgericht als Buger FC vom Jahre 1902, maar nam op 18 mei van dat jaar de naam Burger FC Preußen aan. De club speelde eerst in de derde klasse van de competitie van de Maagdenburgse voetbalbond, die in 1905 overging in de competitie van Midden-Elbe. 
In 1909 werd de club kampioen in de tweede klasse en nam het op tegen de laatste uit de eerste klasse FC Weitstoß 1898 Magdeburg en kon promotie afdwingen. Na een voorlaatste plaats in het eerste seizoen werd de club laatste in 1911. Ze verloren met 4-0 tegen tweedeklasser FC Wacker Magdeburg en zou degraderen, maar de bond besliste om de competitie met één club uit te breiden waardoor Burg in de hoogste klasse bleef. Na een voorlaatste plaats in 1912 werd de club twee keer laatste. Tijdens de Eerste Wereldoorlog nam de club niet deel aan de competitie, hoewel deze wel verder gespeeld werd.
In 1919 werden enkele competities onder gebracht in de Elbecompetitie, hoewel ze nog één jaar apart gespeeld werden. Na dit seizoen werden de vier reeksen samen gevoegd en Burg, dat slechts zevende eindigde op acht clubs, degradeerde. In 1922 kon de club de titel veroveren en promotie afdwingen. De club werd achtste en na dit seizoen werd de Midden-Elbecompetitie heringevoerd. Na een paar middelmatige seizoenen eindigde de club in 1926 samen met FuCC Cricket-Viktoria 1897 Magdeburg op de tweede plaats. Er kwam een play-off om de deelnemer aan de eindronde te bepalen, maar Burg verloor deze wedstrijd met 0-1. Hierna gingen de resultaten weer bergaf tot een degradatie volgde in 1929. De club slaagde er niet meer in te promoveren.
Na de competitiehervorming van 1933 verzeilde de club in de 1. Kreisklasse, de derde klasse van de Gauliga Mitte. Na een derde plaats in het eerste seizoen werd de club in 1935 groepswinnaar en kon via de eindronde promotie afdwingen naar de Bezirksklasse Magdeburg-Anhalt. De volgende twee seizoenen werd de club vicekampioen achter FC Viktoria 09 Stendal en Saxonia Tangermünde. Na een middelmatig seizoen kon de club in 1939 de titel behalen, maar in de eindronde werd de club laatste en kon dus niet promoveren. Het volgende seizoen brak de Tweede Wereldoorlog uit en een aantal clubs trok zich terug uit de competitie, die maar met zeven teams gespeeld werd. De titelverdediger werd laatste en degradeerde. Het volgende seizoen werd de club kampioen en kon via de eindronde aanvankelijk geen promotie afdwingen, maar omdat de competitie uitgebreid werd met twee clubs promoveerde Burg alsnog. Na een plaats in de middenmoot werd de club kampioen in 1943 en kon via de eindronde promotie naar de Gauliga afdwingen. De club werd laatste en nam in 1944/45 al niet meer deel aan de competitie, die overigens niet voltooid werd. 
Na de oorlog werden alle Duitse voetbalclubs opgeheven, de club werd niet meer heropgericht. 